# Peter Behnstedt
Peter Behnstedt (ur. 4 września 1944 w Schwäbisch Hall, zm. 1 maja 2022 w Jerez de la Frontera) – niemiecki językoznawca, dialektolog, arabista i romanista, jeden z najwybitniejszych dialektologów języka arabskiego, specjalista w zakresie geografii językowej. 

## Życiorys
W 1973 roku otrzymał doktorat na Uniwersytecie w Tybindze w zakresie romanistyki na podstawie pracy Viens-tu? Est-ce que tu viens? Tu viens?: Formen und Strukturen des direkten Fragesatzes im Französischen, natomiast w 1997 roku habilitację na Uniwersytecie w Hamburgu w zakresie arabistyki.
W latach 1972–1974 był nauczycielem języka niemieckiego na Université Paris-Sorbonne, a w latach 1974–1979 na Uniwersytecie Aleksandryjskim. Następnie w latach 1979–1985 pracował w Seminarium Orientalistycznym Uniwersytetu w Tybindze w ramach projektu Tübinger Atlas des Vorderen Orients, gdzie przygotowywał wraz z Manfredem Woidichem atlas językowy Egiptu. Po ukończeniu projektu przeniósł się w 1985 roku do Aleppo, gdzie zajmował stanowisko wykładowcy języka niemieckiego do 1990 roku na tamtejszym uniwersytecie. W latach 1990–1995 pracował jako pracownik naukowy na semitystyce na Uniwersytecie w Heidelbergu, a w latach 1997–1998 w Seminarium Filologii Orientalnej na Uniwersytecie w Erlangen. W latach 1990–2001 był także pracownikiem naukowym a następnie również Privatdozentem w Institut für Geschichte und Kultur des Vorderen Orients na Uniwersytecie w Hamburgu. Od 2001 roku nie był związany z żadnym uniwersytetem.
Prowadził szereg badań terenowych, m.in. w Egipcie (1974–1979, 1981), Jemenie Południowym (1981–1983, 1985), Syrii (1986–1990, 1993), Tunezji (1996–1998), Izraelu (1997–1999) i Maroku (1999–2019).  

## Wybrane publikacje
- Der arabische Dialekt von Soukhne (Syrien). Teil 1: Volkskundliche Texte. Semitica Viva 15. Wiesbaden: Harrassowitz, 1994.
- Der arabische Dialekt von Soukhne (Syrien). Teil 2: Phonologie, Morphologie, Syntax. Teil 3: Glossar. Semitica Viva 15. Wiesbaden: Harrassowitz, 1994.
- Dialect Atlas of North Yemen and Adjacent Areas. Leiden-Boston: Brill, 2016.
- Die Dialekte der Gegend von Ṣaʿdah (Nord-Jemen). Semitica viva 1. Wiesbaden: Harrassowitz, 1987.
- Die nordjemenitischen Dialekte. Teil 1: Atlas. Jemen-Studien 3. Wiesbaden: Reichert, 1985.
- Die nordjemenitischen Dialekte. Teil 2: Glossar Alif - Dāl. Jemen-Studien 3. Wiesbaden: Reichert, 1992.
- Die nordjemenitischen Dialekte. Teil 2: Glossar Ḏāl - Ġayn. Jemen-Studien 3. Wiesbaden: Reichert, 1996.
- Die nordjemenitischen Dialekte. Teil 2: Glossar Fā ̕ - Yā ̕. Jemen-Studien 3. Wiesbaden: Reichert, 2006.
- Glossar der jemenitischen Dialektwörter in Eduard Glasers Tagebüchern (II, III, VI, VII, VIII, X). Wien: Österreichische Akademie der Wissenschaften, 1993.
- Sprachatlas von Syrien. Band I: Beiheft. Semitica Viva 17. Wiesbaden: Harrassowitz, 1997.
- Sprachatlas von Syrien. Band I: Kartenband. Semitica Viva 17. Wiesbaden: Harrassowitz, 1997.
- Sprachatlas von Syrien. Band II: Volkskundliche Texte. Semitica Viva 17. Wiesbaden: Harrassowitz, 2000.
- Viens-tu? Est-ce que tu viens? Tu viens?: Formen und Strukturen des direkten Fragesatzes im Französischen. Tübingen: TBL, 1973.
- (z Wernerem Arnoldem), Arabisch-Aramäische Sprachbeziehungen im Qalamūn (Syrien). Eine dialektgeographische Untersuchung mit einer wirtschafts- und sozialgeographischen Einführung von Anton Escher. Semitica Viva 8. Wiesbaden: Harrassowitz, 1993.
- (z Aharonem Gevą-Kleinbergerem), Atlas of the Arabic Dialects of Galilee (Israel): With Some Data for Adjacent Areas. Leiden-Boston: Brill, 2019.
- (z Manfredem Woidichem), Arabische Dialektgeographie. Eine Einführung. Leiden-Boston: Brill, 2005.
- (z Manfredem Woidichem), Die ägyptisch-arabischen Dialekte. Band 1. Einleitung und Anmerkungen zu den Karten. Wiesbaden: Reichert, 1985
- (z Manfredem Woidichem), Die ägyptisch-arabischen Dialekte. Band 2. Dialektatlas von Ägypten. Wiesbaden: Reichert, 1985.
- (z Manfredem Woidichem), Die ägyptisch-arabischen Dialekte. Band 3. Texte. 1. Delta-Dialekte. Wiesbaden: Reichert, 1987.
- (z Manfredem Woidichem), Die ägyptisch-arabischen Dialekte. Band 3. Texte. 2/3. Niltaldialekte. Oasendialekte. Wiesbaden: Reichert, 1988.
- (z Manfredem Woidichem), Die ägyptisch-arabischen Dialekte. Band 4. Glossar Arabisch - Deutsch. Wiesbaden: Reichert, 1994.
- (z Manfredem Woidichem), Die ägyptisch-arabischen Dialekte. Band 5. Glossar Deutsch - Arabisch. Wiesbaden: Reichert, 1999.
- (z Manfredem Woidichem), Wortatlas der arabischen Dialekte. Band I: Mensch, Natur, Fauna und Flora. Handbook of Oriental Studies. Section 1: The Near and Middle East 100/1. Leiden-Boston: Brill, 2011.
- (z Manfredem Woidichem), Wortatlas der arabischen Dialekte. Band II: Materielle Kultur. Handbook of Oriental Studies. Section 1: The Near and Middle East 100/2. Leiden-Boston: Brill, 2012.
- (z Manfredem Woidichem), Wortatlas der arabischen Dialekte. Band III: Verben, Adjektive, Zeit und Zahlen. Handbook of Oriental Studies. Section 1: The Near and Middle East 100/3. Leiden-Boston: Brill, 2014.
- (z Manfredem Woidichem), Wortatlas der arabischen Dialekte. Band IV: Funktionswörter, Adverbien, Phraseologisches: eine Auswahl. Handbook of Oriental Studies. Section 1: The Near and Middle East 100/4. Leiden-Boston: Brill, 2021.